# ボジェク・ドチカル
ボジェク・ドチカル（Bořek Dočkal, 1988年9月30日 - ）は、チェコ・中央ボヘミア州メステツ・クラーロヴェー出身の元同国代表サッカー選手。現役時代のポジションはミッドフィールダー。

## 経歴

### クラブ
1998年からSKスラヴィア・プラハのユースチームに所属し、2006年にプロデビューを果たした。
2008年、FCスロヴァン・リベレツに移籍し
、2010年7月にトルコのコンヤスポルにレンタル移籍した。
2011年8月、ノルウェーのローゼンボリBKに移籍した。
2013年8月、ACスパルタ・プラハに3年契約で移籍した。
2017年2月、河南建業足球倶楽部に移籍した。2018年2月、フィラデルフィア・ユニオンにレンタル移籍した。
2019年2月、ACスパルタ・プラハに復帰した

### 代表
チェコ代表として各年代で招集され、2012年にA代表デビューを果たした。